# 黄菊
黄菊（1938年9月28日—2007年6月2日），原名黄德钰，出生于上海市，祖籍浙江省嘉兴市嘉善县魏塘镇，中国共产党和中华人民共和国政治人物，原正国级领导人。清华大学电机工程系电机制造专业毕业，工程师。曾任中共第十六届中央政治局常务委员会委员、中华人民共和国国务院副总理，生前是中国共产党和中华人民共和国的主要领导人之一。他是中共第十三届中央委员会候补委员，十四届、十五届、十六届中央委员，十四届四中全会增选为中央政治局委员，十五届、十六届中央政治局委员，十六届中央政治局常委。
黄菊长期在上海工作。1987年被作为上海市市长候选人而推荐为中共中央委员候选人，而中共中央决定由朱镕基出任上海市市长。1991年黄菊接替晋升副总理的朱镕基出任上海市人民政府市长，1994年晋升中共上海市委书记并进入中共中央政治局，长期执掌中国第一经济中心上海市的大权。2002年，黄菊升任中共中央政治局常委，2003年起担任国务院副总理、党组副书记。
2007年6月2日2时03分，黄菊因病于任内逝世，享年69岁，成为继1992年李先念在全国政协主席任内逝世后又一位在任期内去世的正国级领导人。当日，新华社在发布的中国共产党中央委员会、中华人民共和国全国人民代表大会常务委员会、中华人民共和国国务院、中国人民政治协商会议全国委员会讣告中称其为：“中国共产党的优秀党员、久经考验的忠诚的共产主义战士、党和国家的卓越领导人”。

## 生平

### 早年
早年就读于家乡嘉善的益善小学、启东小学、嘉善二中（初中，现名嘉善高级中学）以及嘉興的嘉兴一中（高中）。黄菊曾于1991年10月为母校嘉善二中题写校名。黄菊18岁以前都在家乡嘉兴度过。
1956年至1963年，黄菊在清华大学电机工程系电机制造专业学习。毕业后，黄菊一直在国有企业工作。1966年3月加入中国共产党。

### 上海任职
历任上海人造板机器厂动力车间、铸钢车间技术员，厂长秘书；上海中华冶金厂动力车间技术员、车间党支部副书记，厂革委会副主任、副厂长、工程师；上海市石化通用机械制造公司副经理等职。
1982年黄菊出任上海市第一机电工业局副局长，次年升任中共上海市委常委、市委工业工作党委书记，1984年兼任市委秘书长。自1985年起，黄菊出任中共上海市委副书记，1986年起兼任上海市副市长。1991年，时任上海市长朱镕基出任国务院副总理，黄菊接替朱镕基当选市长。1994年，时任中共上海市委书记吴邦国被增补为中共中央书记处书记，黄菊接任中共上海市委书记，并在中共十四届四中全会上被增补为中共中央政治局委员。黄菊主政上海期间，第一机电工业局出身的干部受到黄菊的特别栽培，其中就有他的接班人陈良宇。2002年10月22日，中共中央宣布黄菊调往中央工作，陈良宇出任上海市委书记。至此，黄菊担任上海市主要领导职务长达十一年。

### 中央任职

#### 升任中央
2002年10月22日，中共中央宣布黄菊调往中央工作。
半个多月后，在11月16日召开的中共十六届一中全会上，黄菊当选中共中央政治局常委（排名第六），成为正国级领导人。2003年3月17日，经国务院总理温家宝提名，国家主席胡锦涛发布第二号中华人民共和国主席令，根据中华人民共和国第十届全国人民代表大会第一次会议的决定，黄菊被任命为国务院副总理，排名第一位。

#### 中央任职与分工
- 中共中央政治局常委
- 国务院副总理、党组副书记，负责国务院常务工作，兼管工业经济，国防科学技术工业，劳动和社会保障，铁道，交通，信息产业，金融，国有资产，民用航空，安全生产工作。
- 中央财经领导小组副组长
  - 国家信息化领导小组副组长
  - 国家处置劫机事件领导小组组长
  - 国务院安全生产委员会主任

### 患病
2006年2月22日，香港《南華早報》报导黄菊于該年1月下旬后，因患上胰腺癌而需入院治疗。全国政协发言人吴建民证实黄菊住院，但并未說明其所患是何疾病。有认为外間报道把胰腺炎误传为胰腺癌。在「失踪」期间，他偶有给某些活动「发贺信」。2006年6月5日，黄菊在中国科学院第十三次院士大会和中国工程院第八次院士大会上再次露面，但至11月在上海會見以任志剛為團長的香港銀行公會訪問團以後，黃菊再度沒有公開露面。2007年3月7日，黄菊出席兩會上海代表團會議，這是他最後一次公開露面，此后一直在上海就医，同年4月中旬病情突然加重，被安排至北京治療。

### 逝世
2007年6月2日早上6时30分，新华社公布：“中国共产党的优秀党员，久经考验的忠诚的共产主义战士，党和国家的卓越领导人，中共中央政治局常委、国务院副总理黃菊同志，因病醫治無效，于2007年6月2日2時03分在北京逝世，享年69歲。”
黄菊是自1976年毛泽东及周恩來、朱德等去世以来，第一位在任上病逝的中共中央政治局常委。中央人民广播电台在当天《新闻和报纸摘要》首播时中断正常节目插播讣告；随后在当天早晨重播的版本中，在播发的讣告之后播出了《哀乐》；央视则自6时30分起逢整点滚动播出播音员罗京口播的讣告，当天早间的新闻节目《朝闻天下》更罕见地由罗京主持。新华社配发其侧面照片作为“黄菊同志遗像”；新华社还播发《黄菊同志生平》以示哀悼，但《讣告》、《生平》和官方媒体新闻报道中均未公布黄菊的具体病情。
2007年6月5日9時，黃菊遗體在北京八寶山革命公墓火化。按照黄菊生前意愿，其遗体被捐献。其他在世的中共十六届中央政治局常委，均到八寶山革命公墓送別。此外，前领导人江泽民、李鹏、朱镕基、李瑞环、尉健行、李岚清等人亦出席了告别仪式。
2015年11月29日，黄菊墓从八宝山革命公墓迁至上海市青浦区福寿园公墓。

## 评价

### 正面评价
官方讣告给予黄菊较高的评价，称他是“中国共产党的优秀党员、久经考验的忠诚的共产主义战士、党和国家的卓越领导人”。在黄菊主政上海期间，上海经历了自中华人民共和国成立以来最快的发展速度，尤以浦东的开发最令人瞩目。外界认为，上海的迅速发展除得到中央的政策支持外，也得益于黄菊等人的设计和规划。
2012年12月，由江泽民题写书名的纪实画册《黄菊》由上海人民出版社出版，出版座谈会于同年12月24日在上海举行。中共中央政治局委员、上海市委书记韩正出席会议。画册分为“早年求学、基层工作”；“致力上海改革开放”；“献身全面建设小康社会”；“热爱生活、朴素情怀”四部分，收录430余幅照片并配以文字说明，记录了黄菊的生平和从政经历。
黄菊出生在上海，又在上海工作了40多年，对上海这座城市和上海人民有着深厚的感情。他在上海担任市长和市委书记期间，也正是上海改革开放、大发展、大变化的时期，他呕心沥血，带领上海幹部和群众，为上海的经济、社会发展作出了极其重要的贡献。

### 负面评价
舆论普遍认为黄菊主政上海期间，在房地产商周正毅垄断市场、强占居民土地等不法行为中扮演了重要角色。周正毅案中涉及的野蛮拆迁等行为曾在当地引起极大公愤。周正毅最终因“操纵证券交易价格、虚报注册资本”被判三年有期徒刑据称是由于法院受到了来自黄菊的压力。另据律师郑恩宠透露，黄菊在升任中央政治局常委后仍力挺接手上海的陈良宇、韩正等，打压揭发周正毅的群众，阻挠对周正毅案的深入调查。

## 黄菊模式
有消息称，2006年黄菊因为牵扯到原上海市委书记陈良宇案而被调查，不过由于当时他被诊断出患有胰腺癌，因此政府就对其减少了曝光度。最终黄菊未等到陈良宇宣判便已不治病逝。
逝世之后，中国共产党官方讣告仍给予其高度的评价，称其为“中国共产党的优秀党员、久经考验的忠诚的共产主义战士、党和国家的卓越领导人”，并充分肯定了其在上海的政绩。
所谓的“黄菊模式”，就是针对涉及重大贪腐案件的高级官员，对其案情不公开、不逮捕、不判刑，但不许其露面，死后还要对其高度评价。
有观点认为“黄菊模式”被批中国政府为营造表面的“和谐稳定”而在反腐败活动中对更高级别的官员“网开一面”，缺乏诚意。但也有评论认为“陈良宇案”本身就是政治斗争的结果。

## 著作
- 《在探索中前进》中共中央党校出版社 / 1999
- 《在协调中发展》中共中央党校出版社 / 2002

讲话和报告
- 《在庆祝浦东开发开放十周年大会上的讲话》2000年4月19日
- 《郑和下西洋600周年纪念大会上的讲话》2005年7月11日
- 《加强合作，促进发展，共创信息社会美好明天》2005年11月17日在信息社会世界峰会突尼斯阶段会议上

## 家庭
- 妻子：余慧文，上海市慈善基金會創始人（韓正妻子萬明曾任職於該基金會）
- 女兒：黃凡，与第一任丈夫（任士刚之子）在上海市静安区民政局登记结婚，两人育有1女1子；1995年与第二任丈夫方以伟在美国结婚。
  - 女婿：方以伟，美国籍，畢業於加州大学伯克利分校，曾任旧金山-上海姐妹城市委员会主席、旧金山湾区地铁董事会前主席，2020年8月14日逝世。父親方大川，曾擔任孫中山創辦的《少年中國晨報》的社長，在美國擁有主流社會的報紙《亞洲人週刊》和《獨立報》等。母親方李邦琴，泛亞集團董事長，2008年捐款300萬美元支持加州大学伯克利分校修建東亞圖書館，2013年捐贈100萬美元支持旨在推動中美兩國人文交流的十萬強基金會，2008年向北大捐款210萬美元支持對外漢語教育學院大樓建設，同年獲聘擔任北京大學名譽校董。
- 父亲：黄凤池（1909年－1982年）
- 母亲：金静默（1911年－2001年），共有子女5人，是“德”字辈，黄菊为次子，小名“德菊”
  - 兄：黄德钟
  - 三弟：黄德锓
  - 四弟：黄昔
  - 五弟：黄正
- 表妻弟：郁慕明，中華民國前立法委員，新黨前主席[14]。